# 鹏鸟属
鹏鸟属（学名：Pengornis）是已知体型最大的反鸟类，生存于早白垩世的中国东北，得名自中国神话中的鲲鹏。
鹏鸟由周忠和等人于2008年描述，是从单个成体化石所获知的。正模标本编号IVPP V15336，出土于辽宁省朝阳市大平房镇的九佛堂组，现收藏于中国科学院古脊椎动物与古人类研究所。胡晗等人于2014年描述第二具幼鸟标本。
鹏鸟的肱骨头、肩峰及前段颈椎所呈现出的特征，先前仅在扇尾类中发现过。周忠和等人的系统发育分析将支持反鸟类是单系群的特征减少至三项，故鹏鸟支持反鸟类和扇尾类是同一进化支的可能性。